# 斯韦特兰娜·奇姆罗娃
斯韦特兰娜·米哈伊尔洛芙娜·奇姆罗娃（俄語：Светлана Михайловна Чимрова，1996年4月15日—）生于莫斯科，是一名俄罗斯女子游泳运动员，主攻蝶泳。奇姆罗娃在六岁时开始接触游泳，当时她家附近正好有一个泳池。2009年，她达到了俄罗斯运动健将的标准。后来她加入莫斯科中央陆军体育俱乐部，2017年时她的军衔为中士。